# Румынская епископия
Румы́нская правосла́вная епископи́я Аме́рики (англ. Romanian Orthodox Episcopate of America, рум. Episcopia Ortodoxă Română din America) — одна из трёх «этнических» епархий Православной церкви в Америке, которая объединяет румынские приходы и монастыри ПЦА в США и Канаде, действующие параллельно территориальным епархиям ПЦА.

## История
Православные румыны появились в Северной Америке примерно в 1895 году в связи с волной эмиграции из Трансильвании, Буковины и Баната, находившихся тогда в составе Австро-Венгрии. В то время православные в Северной Америке и Канаде принадлежали к Северо-Американской епархии Русской православной церкви независимо от их этнического происхождения.
Чувствуя отсутствие своего архиерея и следуя примеру других этнических групп после того, как из-за большевистской революции связь с руководство Русской православной церкви была утрачена, румыны Америки решили создать румынскую епархию с епископом-румыном. 25 апреля 1922 года 7 священников, которые были рукоположены в Румынии, представили меморандум Священному Синоду Синоду, требуя основания епископии для православных румын в Америке. Церковные власти Румынии не спешили создать епархиальную организацию для румын в Америке, полагая, что она не нужна. 18 декабря 1923 года Митрополит Трансильванский назначает священника Виктора Мурешана, протопопом (благочинным) приходов Соединённых Штатов. 7 октября 1924 года румынские священники, которые были рукоположены в Америке русскими епископами, провели конференцию в Питтсбурге, штат Пенсильвания, где они снова подчеркнули необходимость создания Румынской православной епископии в США, и решили, что до тех пор они будут связаны с юрисдикцией, омофором русского епископа Адама (Филиповского).
1 ноября 1930 года Патриарх Румынии Мирон (Кристя) подписал указ № 10219, в соответствии с которым Румынская православная епископия в Америке признаётся канонической. В период с 26 по 28 апреля 1934 года парламент Румынии голосует за закон «О создании румынского Православного миссионерской епархии в Америке», подписанный королём Румынии Каролем II 5 мая 1934 года. 26 января 1935 года Священный Синод Румынской православной церкви избрал архимандрита Поликарпа (Морушку) правящим архиереем этой епископии. 24 марта 1935 года в Бухаресте состоялась его епископская хиротония, в июне 1935 года он прибыл в США.
Епископ Поликарп (Морушка) вернулся в Румынию в 1939 году для участия в заседании Священного Синода Румынской православной церкви и не смог вернуться, так как началась Вторая мировая война. После войны он не был выпущен из страны новым коммунистическим правительством. Вместо него управлять приходами в Северной Америке был направлен епископ Анфим (Ника). 8 марта 1947 года специальный конгресс епархии, созванный в Детройт, отказался принять епископа Анфима и решил вернуться к уставу и положениям, принятым 30 октября — 1 ноября 1932 года ежегодным Конгрессом в Кливленде, тем самым проголосовав за полную административную автономию по отношению к Румынскому патриархату. На съезде 4-5 июля 1948 года в «Румынском доме», под председательством отца протопопа Иоанна Труца, было ратифицировано решение предыдущего Конгресса о возвращении к уставу и положениям 1932 года.
Однако такое положение устаивало не всех, и в мае 1950 года восемь священников решили оставаться в молитвенном и каноническом подчинении Румынской православной церкви, зарегистрировав в июне 1950 года в Мичигане: «автономную православную румынскую епископию Северной и Южной Америки». Правящим архиереем данной епархии был избран священник Андрей Молдован, рукоположенный 12 ноября 1950 года в Румынии в сан епископа без ведома и одобрения епархиальной администрации в США. В дальнейшем епископ Андрей и его сторонники попытались отсудить имущество независимой Румынской епархии.
Не признавшие епископа Андрея (Молдована) провели 3-5 июля 1951 года в Чикаго, штат Иллинойс, Конгресс Американской епископии, который постановил разорвать связи с церковными властями Румынии, и избрание Виорела Трифы викарным епископом. 27 апреля 1952 года, состоялась его епископская хиротония, которую совершили украинские иерархи. После смерти епископа Поликарпа в 1958 году он становится преемником епископа Поликарпа.
8 июля 1952 года Федеральный суд Кливленда, штат Огайо, отклонил петицию епископа Андрея (Молдована) о том, чтобы иметь право на Vatră, и запретил ему называть себя «епископом румынской православной епископии в Америке».
В марте 1960 году епархия, возглавляемая епископом Валерианом присоединилась к русской Северо-Американской митрополии в качестве самостоятельной этнической епархии. Епископ Валериан был перерукоположен (с титулом Детройтского и Мичиганского) чтобы снять вопросы о его каноничности.
В 1970 году Северо-Американской митрополии была дана автокефалия со стороны Московского Патриархата, а епископ Валериан стал архиепископом.
В 1990-х годах Румынская епископия переживала взрывной рост с прибытием тысяч новых иммигрантов из Румынии. Были организованы десятки новых приходов и миссий, в связи с чем в 1999 году Конгресс Епископии рекомендовал архиепископу Нафанаилу (Попу) изучить возможность избрания вспомогательного епископа для оказания ему помощи в выполнении его архипастырских обязанностей. В итогу был избран и 2 ноября 2002 года рукоположен викарный епископ Диаборн-Хайтский Ириней (Дувля). Он служил в таком качестве до своего отстранения от должности в июне 2017 года

## Современное состояние
Епархиальный центр находится в Vatra Românească («Румынский дом») в Джексоне, штат Мичиган, а кафедральный собор в Детройте.
На конец 2000-х годов в составе епархии находилось порядка 100 приходов и следующие действующие организации: Американская румынская православная молодёжь, Ассоциация румынских православных женщин и Православное братство. Официальным изданием с 1936 года является журнал Solia, публикуемый на румынском и английском языках. Правящий Архиерей избирается пожизненно собственным Синодом и утверждается Святейшим Синодом епископов Православной Церкви в Америке.

## Епископы
Румынская Православная Епископия Америки
- Валериан (Трифа) (27 апреля 1952 — март 1960)

Детройская и Румынская епархия ПЦА
- Валериан (Трифа) (3 апреля 1960 — 28 января 1984)
- Нафанаил (Попп) (с 17 ноября 1984)